# Фаца-П'єтрій
Фаца-П'єтрій (рум. Fața Pietrii) — село у повіті Алба в Румунії. Входить до складу комуни Стремц.
Село розташоване на відстані 287 км на північний захід від Бухареста, 23 км на північ від Алба-Юлії, 54 км на південь від Клуж-Напоки.

## Населення
За даними перепису населення 2002 року у селі проживали 95 осіб, усі — румуни. Усі жителі села рідною мовою назвали румунську.